# Weißer Fuchsschwanz
Der Weiße Fuchsschwanz (Amaranthus albus), oder Weißer Amarant genannt, ist eine Pflanzenart aus der Gattung Amarant (Amaranthus) innerhalb der Familie der Fuchsschwanzgewächse (Amaranthaceae). Er stammt ursprünglich aus den zentralen USA und weite Gebiete Nordamerikas sowie Mexiko gelten als seine Heimat, in Südamerika, Eurasien, Afrika sowie Australien ist er ein Neophyt.

## Beschreibung

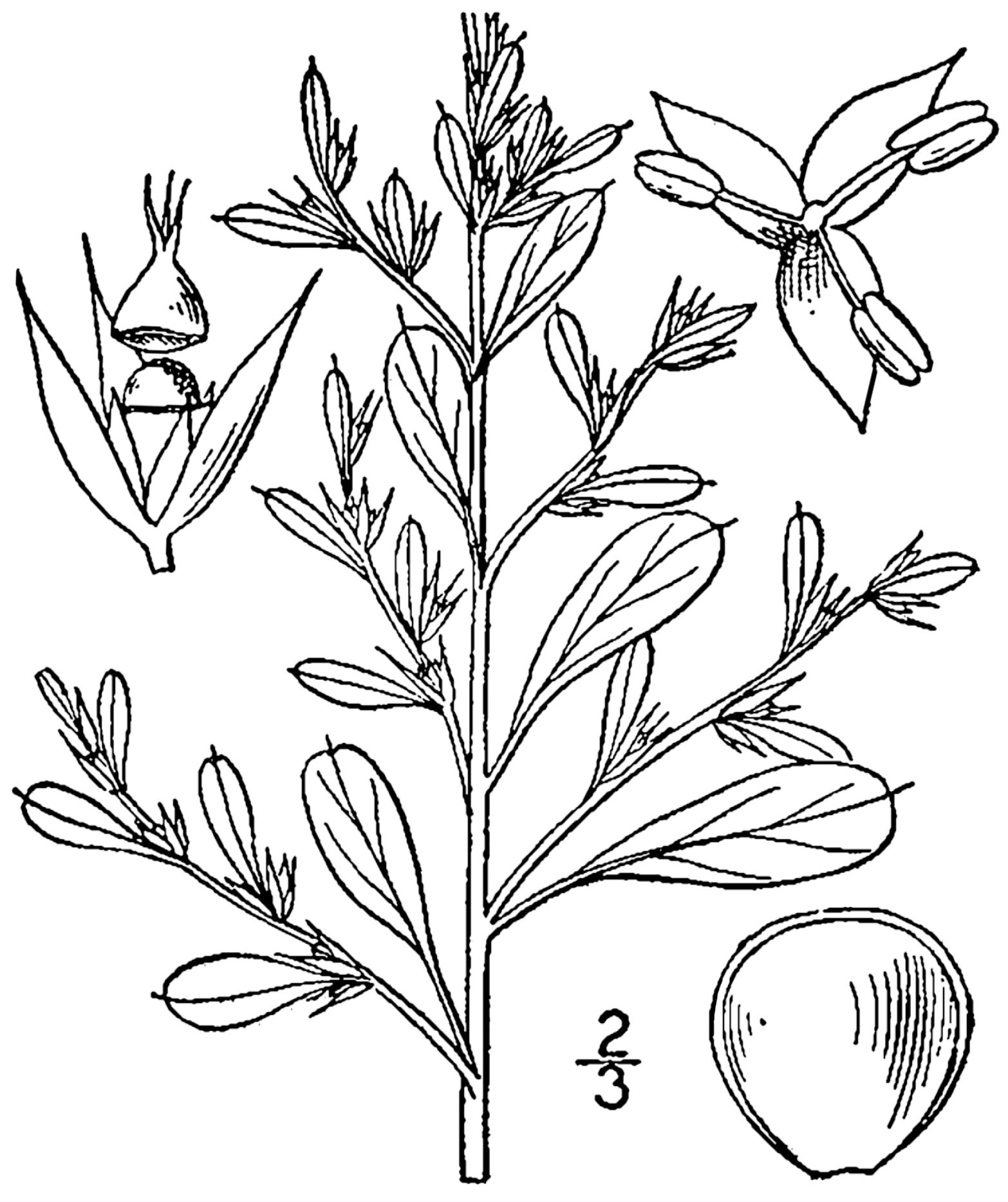
Illustration

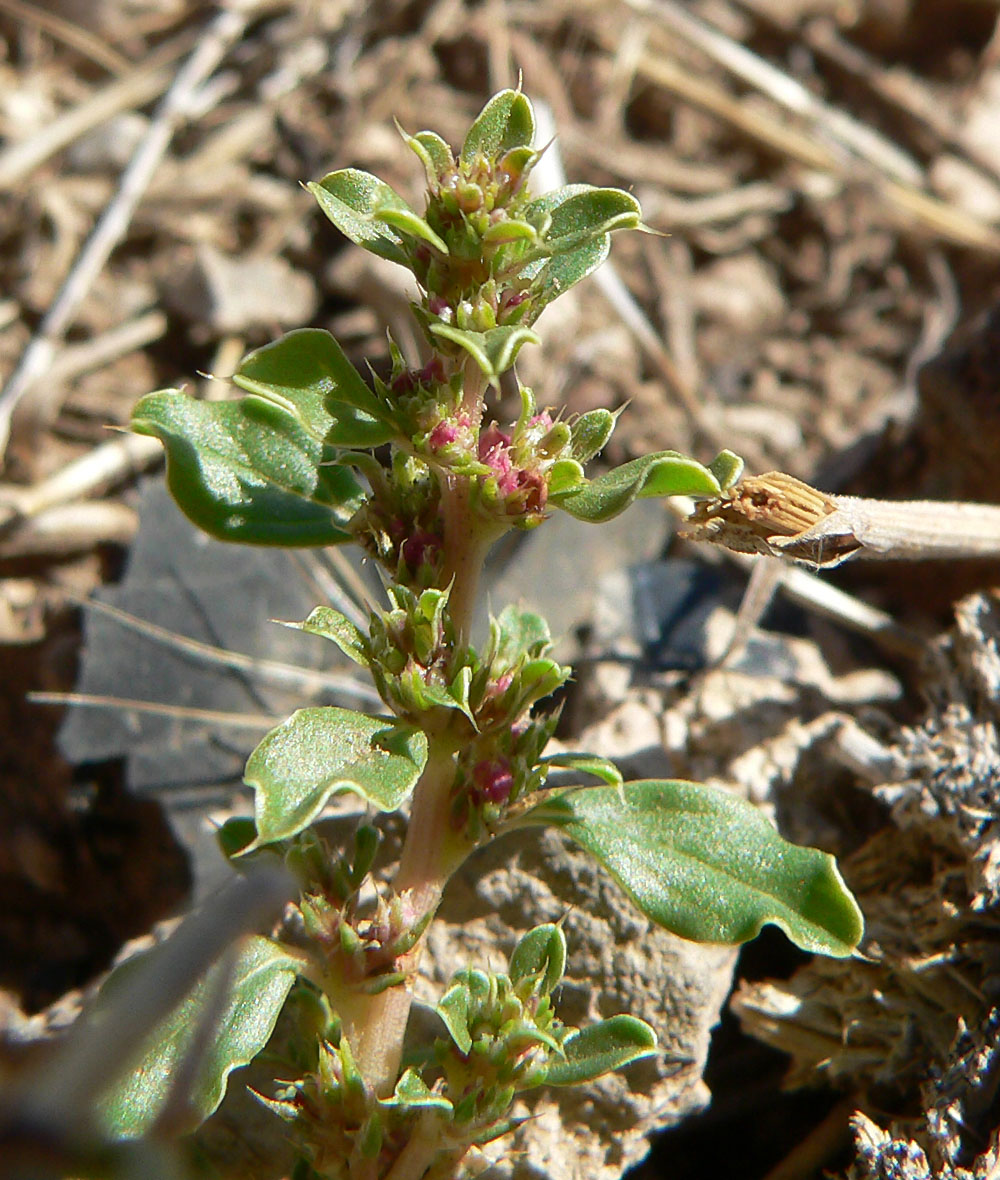
Blütenstand

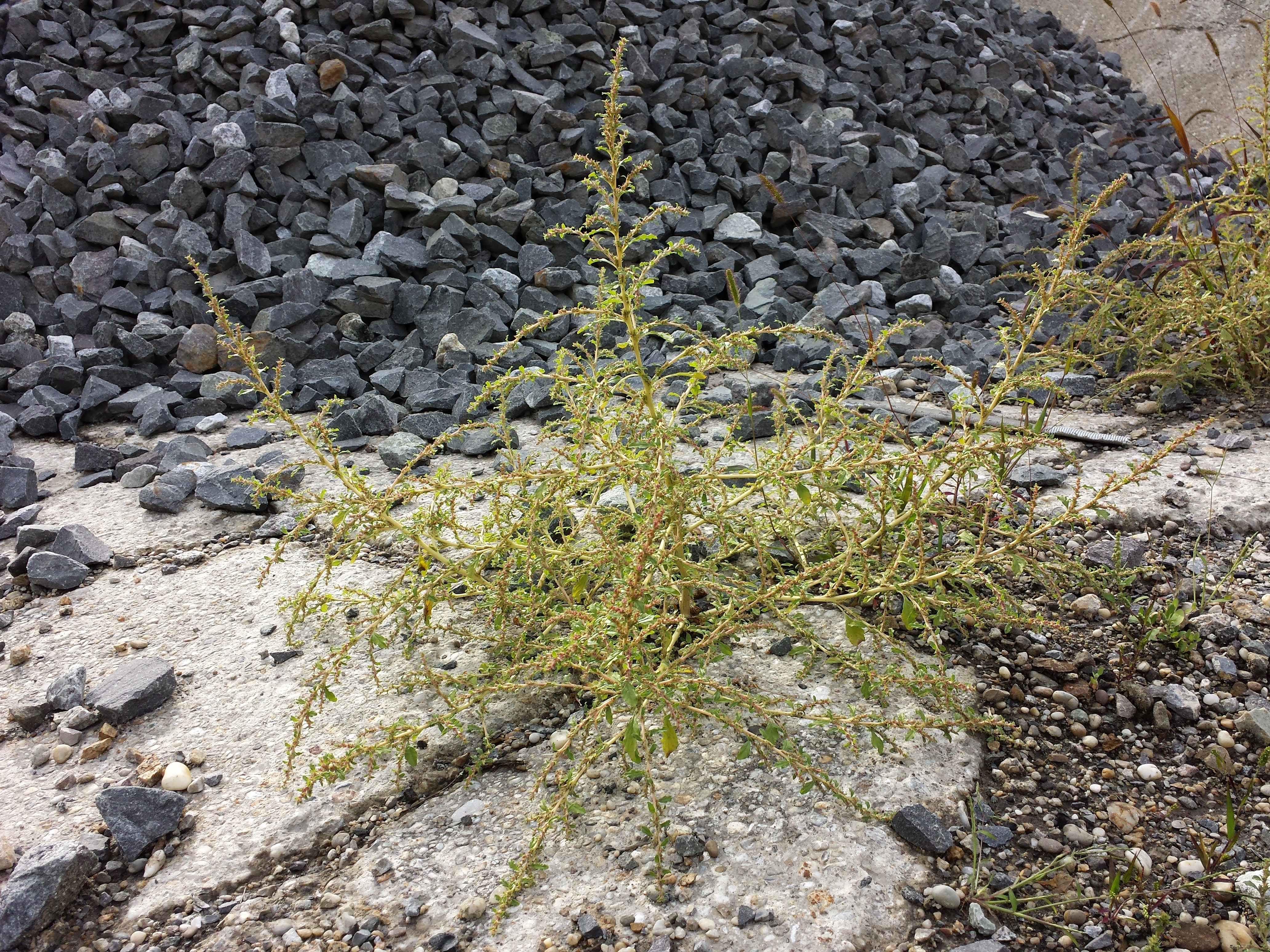
Habitus

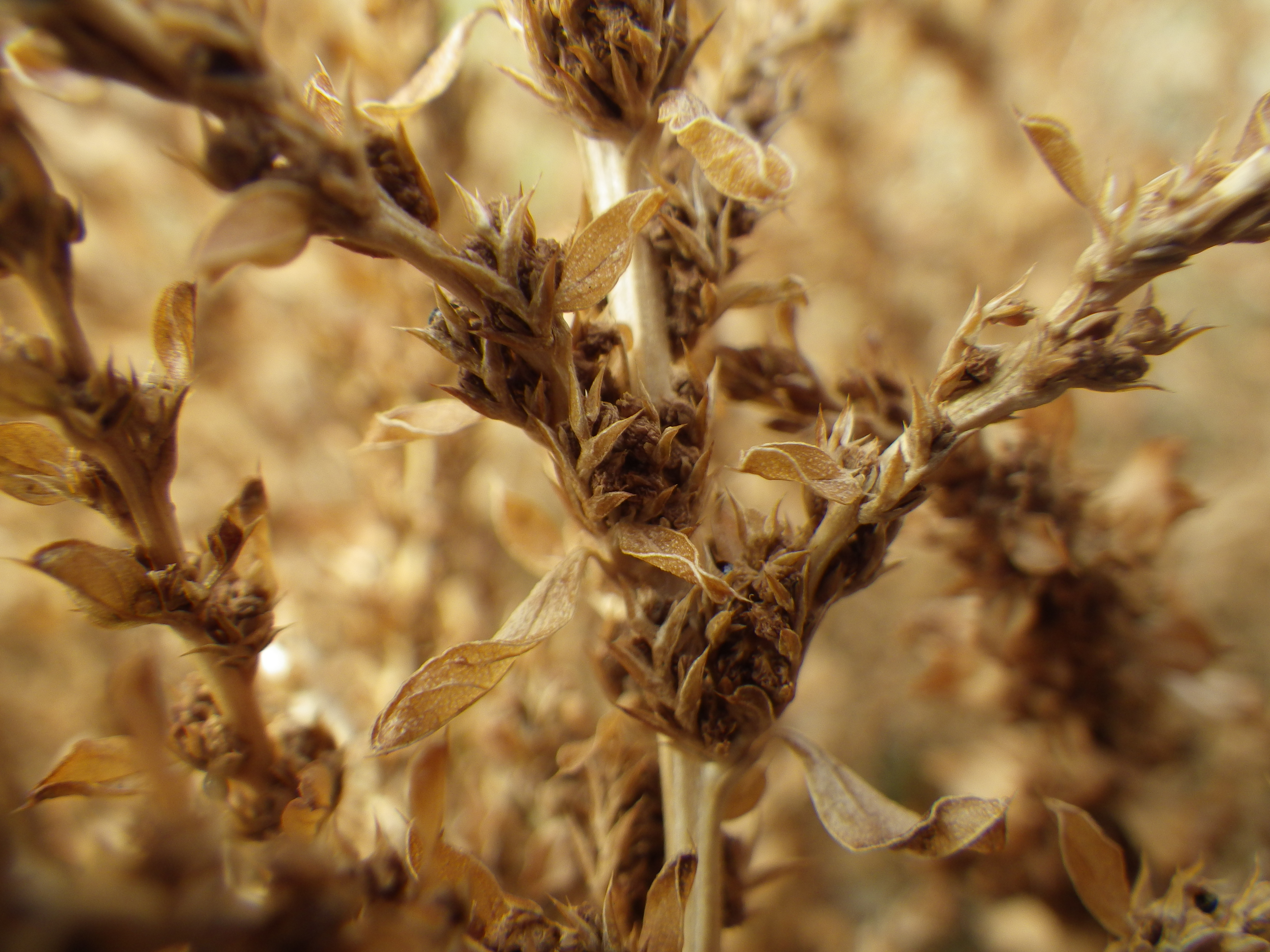
Mit Fruchtständen

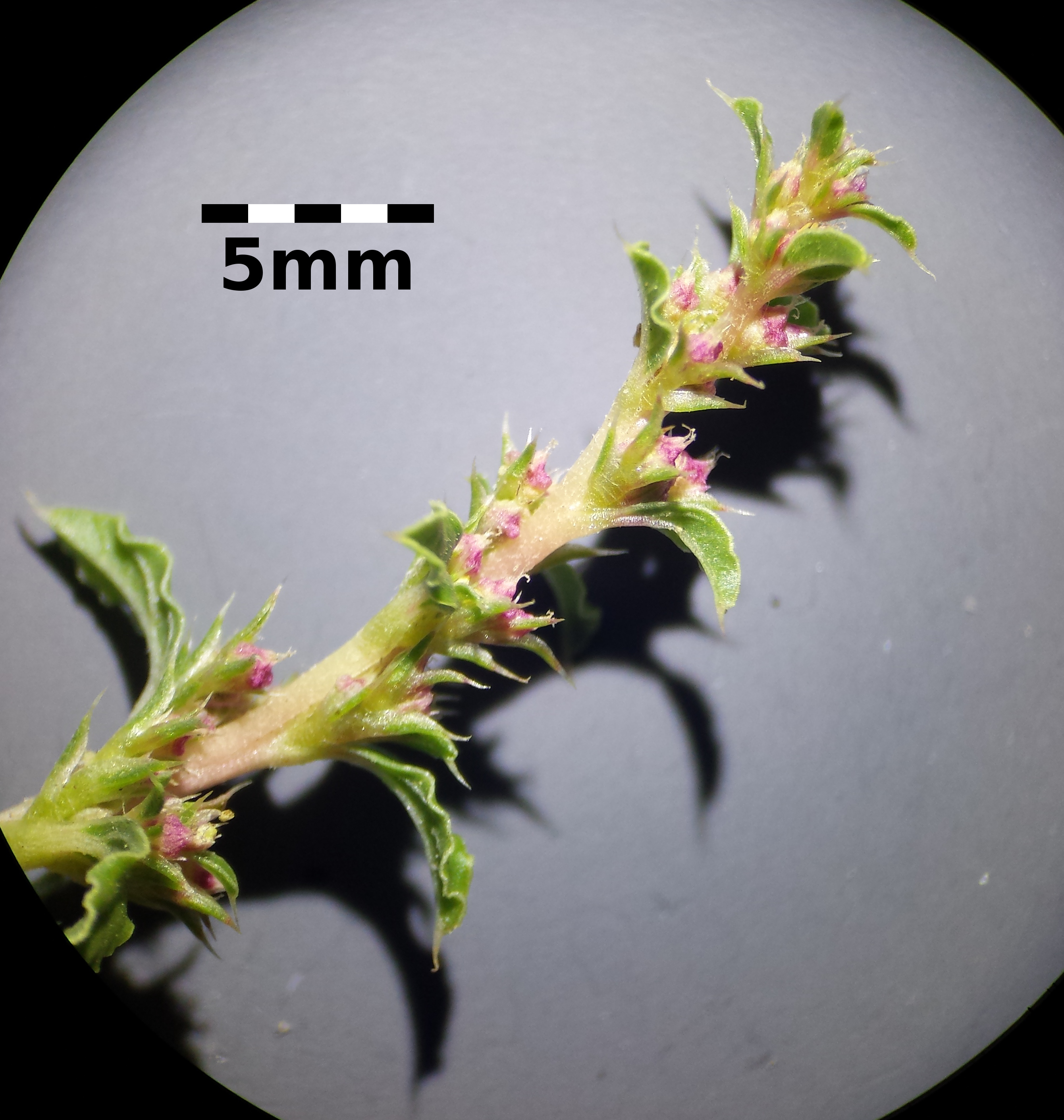
Blüten- bzw. Fruchtstand

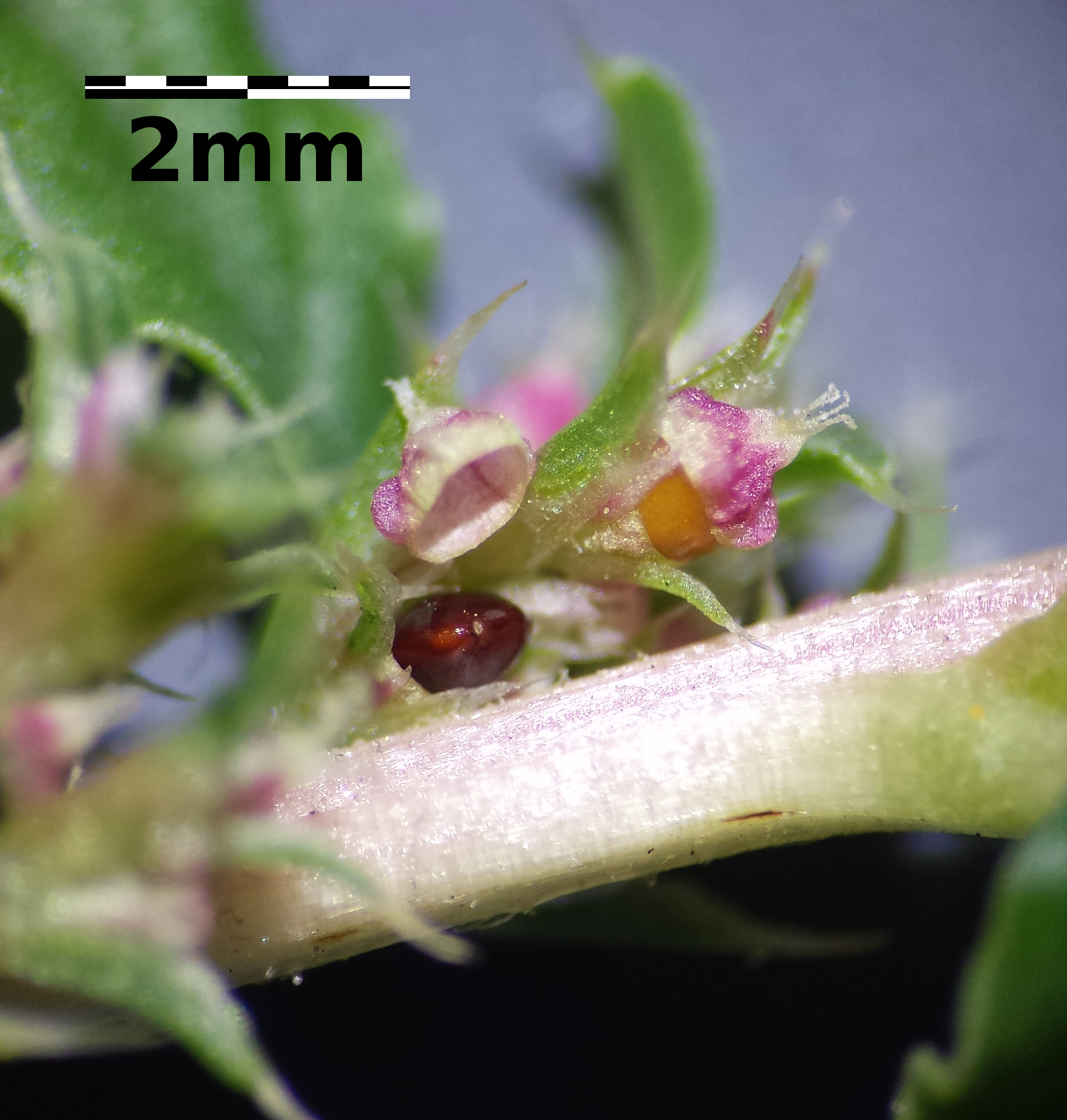
Die Früchte öffnen sich mit einem kreisförmigen Querriss.

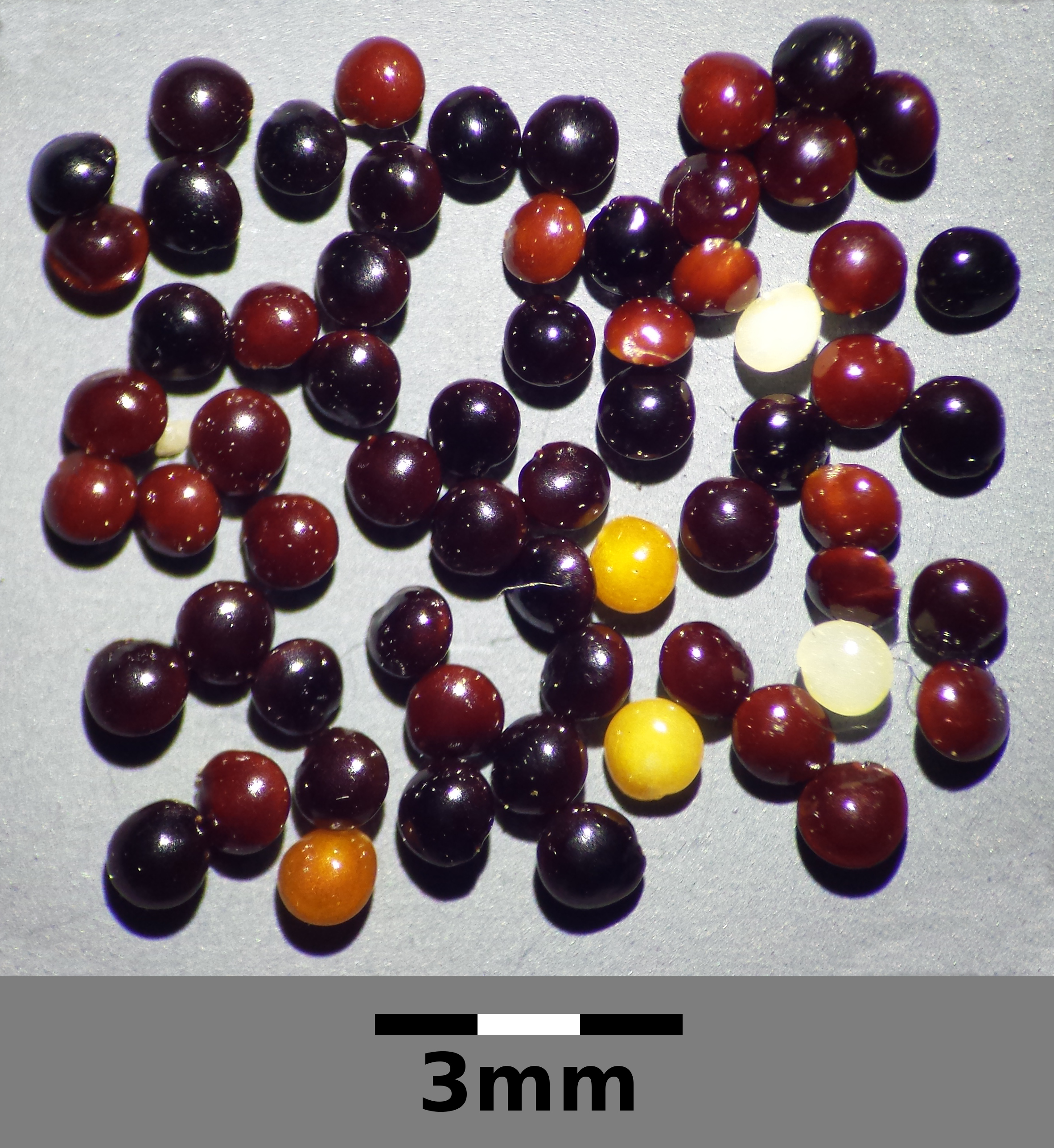
Samen

### Erscheinungsbild und Blatt
Der Weiße Fuchsschwanz ist eine sommergrüne, einjährige krautige Pflanze und erreicht Wuchshöhen von meist 10 bis 70, manchmal bis zu 100 Zentimeter. Es wird eine Pfahlwurzel gebildet. Die oberirdischen Pflanzenteile können kahl oder verkahlend bis klebrig-flaumig behaart sein. Sein meist aufrechter, manchmal aufsteigender bis selten niederliegender, stark verzweigter Stängel ist weitgehend kahl sowie im oberen Bereich mehr oder weniger dicht wollig behaart, mehr oder weniger grün und im getrockneten Zustand weiß. Große Exemplare bilden Steppenläufer.
Die wechselständig am Stängel angeordneten Laubblätter sind in Blattstiel und Blattspreite gegliedert. Der Blattstiel der Stängelblätter ist mit einer Länge von 5 bis 40 mm etwa halb so lang wie die Blattspreite oder etwa so lang wie die jungen seitenständigen Laubblätter. Ihre einfache Blattspreite ist bei einer Länge von 4 bis 8 Zentimeter sowie einer Breite von 1,5 bis 3 Zentimeter elliptisch bis verkehrt-eiförmig oder länglich-spatelig mit stängelumfassender, schmal-keilförmiger Spreitenbasis und spitzem bis stumpfem oder abgerundetem und weißlich bis gelblich begranntem oberen Ende. Der Blattrand ist flach bis mehr oder weniger wellig, glatt und manchmal ist er knorpelig sowie weiß. Die Stängelblätter sind hinfällig und in ihren Blattachseln entwickeln sich neue Laubblätter. Diese seitenständigen Laubblätter besitzen eine 7 bis 20 mm lange sowie 3 bis 10 mm breite Blattspreite. Manchmal sind die überwiegend hellgrünen Laubblätter gelblich oder rötlich getönt.

### Blütenstand und Blüte
Die Blütezeit reicht in Mitteleuropa von Juli bis Oktober und in Kalifornien von Juni bis Oktober. Der Weiße Fuchsschwanz ist einhäusig getrenntgeschlechtig (monözisch). Die grünen, wießlich-grünen oder gelblichen Blütenknäuel stehen blattachselständig. Weibliche und männliche Blüten stehen durcheinander im Blütenknäuel. Die unterhalb jeder Blüte jeweils drei Vorblätter sind bei einer Länge von 1,5 bis 4 mm eineinhalb- bis doppelt so lang wie die Blütenhülle und lanzettlich-linealisch bis ahlenförmig mit mehr oder weniger stachelspitzigen, stechenden oberen Ende.
Die unauffälligen, eingeschlechtigen Blüten sind dreizählig und grün. Jede Blüte enthält nur drei grüne bis braune, freie Blütenhüllblätter, die deutlich kürzer als die Vorblätter sind. Männliche Blüten enthalten drei freie, fertile Staubblätter. Weibliche Blüten enthalten drei mehr oder weniger gleiche, bei einer Länge von meist 1 bis 1,5 (0,7 bis 2) mm lanzettlich-längliche bis linealische, oder schmal-eiförmige freie, dünne Blütenhüllblätter mit spitzem oberen Ende und drei haltbare, sitzende, aufrechte, schlanke, papillöse Narben. Der eiförmige, einkammerige, oberständige Fruchtknoten enthält nur eine aufrechte Samenanlage.

### Frucht und Samen
Die haltbare, ellipsoid-eiförmige Blütenhülle umhüllt die Frucht und ist während der Fruchtreife grün-weiß bis braun und im unteren Bereich glatt, weiter oben besonders in der Nähe des oberen Endes runzelig-höckerig. Die Frucht ist bei einer Länge von 1,5 bis 2 mm ellipsoid-eiförmig. Die Fruchthülle reißt auf etwa halber Höhe quer mit glatten Rand auf (circumscissil). Jede Frucht enthält nur einen Samen. Die Samen sind bei einer Länge von 0,8 bis 1,1 mm linsenförmig. Die Samenschale ist glänzend rötlich-braun bis schwarz sowie glatt.

### Chromosomensatz
Die Chromosomengrundzahl beträgt x = 16; es liegt Diploidie vor, also 2n = 32.

## Verwechslungen mit anderen Arten
Besonders bei Herbarmaterial kommt es zu Verwechslungen  von Amaranthus albus und Amaranthus blitoides. Beide Arten sind leicht durch die Größe und den Glanz ihrer Samen zu unterscheiden.

## Ökologie
Der Weiße Fuchsschwanz ist ein Therophyt. Ein Exemplar entwickelt bis zu etwa 100.000 Samen.
Die Blüten protogyn, das bedeutet zuerst sind die weiblichen Blütenorgane bestäubungsfähig und später sind streuen die männlichen Blütenorgane ihren Pollen aus, es kommt jedoch zu Überlappungen. Dies fördert grundsätzlich Fremdbestäubung, doch kommt es bei dieser Art meist zu Selbstbestäubung. Es liegt Selbstkompatibilität vor. Selten erfolgt die Bestäubung durch den Wind.
Meist sind die Samen die Diasporen. Große Exemplare bilden Steppenläufer, auch Steppenroller genannt; im Winter reißt die ganze Pflanze über dem Boden ab und wird vom Wind weiter transportiert, die Samen werden freigegeben und so über weite Gebiete ausgebreitet.
Die windbestäubten Blüten werden nicht von vielen Insekten besucht. Verschiedene Insektenarten fressen die Blätter von Amaranthus-Arten, beispielsweise der Käfer Disonycha triangularis, die Raupen von Pholisora catullus und einiger Nachtfalter-Arten. Die Samen von Amaranthus-Arten werden von einigen Vogel-Arten, hauptsächlich solche, die auf offenen Flächen am Grund nach Futter suchen, besonders im Herbst sowie Winter gefressen.

## Vorkommen
Das natürliche Verbreitungsgebiet des Weißen Fuchsschwanzes sind die zentralen USA. Er ist schon seit langer Zeit in weiten Gebieten Nordamerikas sowie in Mexikos eingebürgert. In Südamerika, Eurasien, Afrika sowie Australien (New South Wales, Victoria sowie South Australia) ist er ein Neophyt.

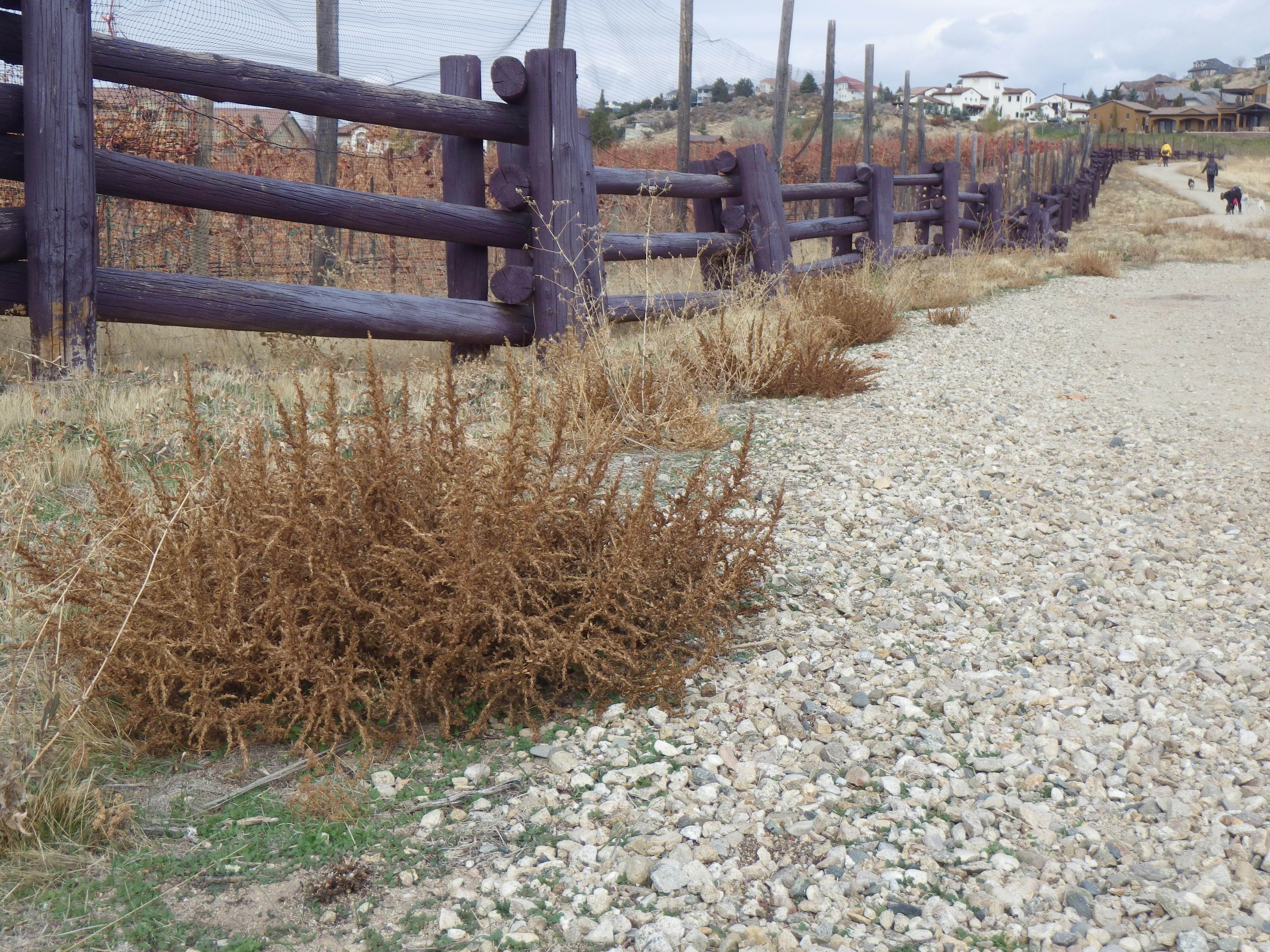
Habitat

Der Weiße Fuchsschwanz gehört meist zur Ruderalvegetation. Er besiedelt in den klimabegünstigten Gegenden Mitteleuropas offene Sandflächen in der Nähe von Ortschaften, er wächst an Wegen, auf Müllplätzen oder auf alten Kompostablagerungen, aber auch auf Bahnschotter. Er soll mit Getreide aus seiner nordamerikanischen Heimat nach Mitteleuropa eingeschleppt worden sein; dafür spricht sein Vorkommen im Umkreis von Verladeeinrichtungen, in Häfen und auf Güterbahnhöfen. 1723 ist er erstmals in der Toskana aufgetreten. In Deutschland ist der Weiße Fuchsschwanz seit 1880 eingebürgert. In Österreich in dieser Neubürger im pannonischen Gebiet mäßig häufig, sonst zerstreut und fehlt in Salzburg. In Nordamerika gedeiht der Weiße Fuchsschwanz auf gestörten Standorten, Brachflächen, Bahndämmen, an Flussufern, sandigen Standorten, Straßenrändern und auf Äckern in Höhenlagen zwischen 0 und 2200 Metern.
In Mitteleuropa gedeiht der Weiße Fuchsschwanz in „einjährigen Ruderalgesellschaften“, Klasse Sisymbrietea officinalis, beispielsweise Kulturpflanzenbestände (ohne Wiesen, Weiden, Forsten), Acker-Beikrautfluren (durch Fruchtfolge oft kurzlebig, sich durchdringend) Verband Violenea arvensis, oder Krautfluren, Säume, Staudenhalden außerhalb der Auen, kurzlebige Ruderalfluren, Salzkrautfluren auf urban-industriellen Sonderstandorten Verband Salsolion, oder Fluss- und Bachauen tieferer Lagen, einjähriger Bewuchs trockenfallender Flussufer Verband Bidentetea tripartiti, er kommt auch im Verband Eragrostion vor. Der Weiße Fuchsschwanz ist Kennart der Klasse  Chenopodietea Br.-Bl. 1951.
Der Weiße Fuchsschwanz braucht lockeren, etwas lehmigen oder sandigen, nährstoff- und vor allem nitratreichen Böden, die ziemlich trocken sein sollen und die sich im Sommer stark erwärmen müssen. Zeigerwerte nach Ellenberg sind: Lichtzahl: 8 = Halblicht- bis Volllichtpflanze, Temperaturzahl: 8 = Wärme- bis Extremwärmezeiger, Kontinentalitätszahl: 6 = gemäßigtes Steppenklima zeigend, Feuchtezahl: 2 = Starktrockenheits- bis Trockenheitszeiger, Feuchtewechsel: keinen Wechsel der Feuchte zeigend, Reaktionszahl: indifferent, Stickstoffzahl: 7 = Stickstoffreichtum zeigend, Salzzahl: 1 = salzertragend, aber meist keinen oder geringen Salzgehalt zeigend, Schwermetallresistenz: nicht schwermetallresistent. Zeigerwerte für den Zivilisationseinfluss sind nach Kunick 1974 sowie Frank & Klotz 1988: menschlicher Einfluss (Hemerobie): 6 = polyhemerob = sehr starker menschlichen Einfluss, Bindung an Städte (Urbanität): urbanophil = an Städte gebunden.

## Systematik
Die Erstveröffentlichung von Amaranthus albus erfolgte 1759 durch Carl von Linné in Systema Naturae, Editio Decima, 2, S. 1268. Homonyme für Amaranthus albus L. sind Amaranthus albus Thunb. (veröffentlicht in Flora Capensis, 2. Auflage, 1823, S. 215) und Amaranthus albus Rodschied ex F. Dietr. (veröffentlicht in Vollständiges Lexicon der Gärtnerei und Botanik, 2. Auflage, 1, 1824, S. 196). Synonyme für Amaranthus albus L. sind: Amaranthus albus var. pubescens (Uline & W.L.Bray) Fernald, Amaranthus gracilentus H.W.Kung, Amaranthus pubescens (Uline & W.L.Bray) Rydb. Das Artepitheton albus bedeutet weiß.
Amaranthus albus gehört zur Untergattung Albersia aus der Gattung Amaranthus innerhalb der Familie Amaranthaceae.

## Nutzung
Die Blätter und jungen oberirdischen Pflanzenteile von Amaranthus albus schmecken gegart mild. Sie sind reich an Vitaminen und Mineralstoffen und werden wie Spinat gegessen. Die Samen werden roh oder gegart gegessen. Die Samen werden zu Mehl gemahlen und daraus Brot gebacken. Diese bei einem Durchmesser von etwa 1 mm fummelig kleinen Samen sind sehr nährstoffreich. Wenn man die Samen als ganzes kocht, werden sie gelatineartig, aber es ist schwierig alle kleinen Samen im Mund zu zerkauen und so passieren sie das Verdauungssystem unverdaut (Ballaststoffe).
Man kann mit den Pflanzenteilen von Amaranthus albus gelb und grün färben.

## Trivialnamen
Trivialnamen sind anderen Sprachen: in französisch Amarante blanche und italienisch Amaranto bianco.

## Trivia
Der Abkömmling Tumbleweed von der openSUSE Distribution wurde nach dem Weißen Fuchsschwanz benannt.